# Liste geographischer Gesellschaften
Die Liste geographischer Gesellschaften (von altgriechisch γεωγραφία geōgraphía, deutsch ‚Erdbeschreibung‘) führt geographische Gesellschaften von überregionaler Bedeutung bzw. langer Tradition auf. Angegeben sind jeweils Sitz (sofern nicht aus dem Namen ersichtlich) und Gründungsjahr. Es existieren in Deutschland 29, in Österreich 2 und in der Schweiz 7 solcher Gesellschaften. Neben diesen Amateurgesellschaften gibt es Berufsverbände von Geographen, die ebenfalls aufgeführt sind. Nicht aufgelistet sind hingegen geographische Forschungsinstitute.
Die ältesten geographischen Gesellschaften entstanden in der ersten Hälfte des 19. Jahrhunderts, etwa die Société de géographie 1821, die Gesellschaft für Erdkunde 1828 und die Royal Geographical Society 1830. In ihnen organisierten sich allgemein an der Geographie interessierte, meist dem Bürgertum entstammende Personen, um Handels- und Forschungsreisen, oftmals Expeditionen in entlegene Gebiete, durchzuführen. Mit der universitären Institutionalisierung der Geographie schwand jedoch die Bedeutung der Gesellschaften für die geographische Forschung.

## Deutschsprachiger Raum

### Deutschland
- Deutsche Gesellschaft für Geographie, 1995– (Dachverband)
- Deutscher Verband für Angewandte Geographie, 1950–
- Gesellschaft für Erdkunde, Berlin, 1828–
- Geographische Gesellschaft Bremen, 1877–
- Verein für Erdkunde zu Dresden, 1863–1943
- Geographische Gesellschaft zu Greifswald
- Geographische Gesellschaft der DDR, 1953–1990
- Fränkische Geographische Gesellschaft, Erlangen, 1954–
- Frankfurter Geographische Gesellschaft, 1836–
- Geographische Gesellschaft in Hamburg, 1873–
- Geographische Gesellschaft zu Hannover, 1878–
- Verein für Erdkunde zu Halle, 1873– (als „Sächsisch-Thüringischer Verein für Erdkunde in Halle“)
- Geographische Gesellschaft zu Leipzig, 1861– (als „Gesellschaft für Erdkunde zu Leipzig“)
- Geographische Gesellschaft zu Lübeck, 1882–
- Marburger Geographische Gesellschaft, 1985–
- Geographische Gesellschaft zu Rostock
- Geographische Gesellschaft München, 1869–
- Gesellschaft für Erd- und Völkerkunde zu Stuttgart, 1882– (als „Württembergischer Verein für Handelsgeographie“)
- Schwäbische Geographische Gesellschaft, Augsburg, 2003–
- Verband Deutscher Schulgeographen, 1912–

### Österreich
- Österreichische Geographische Gesellschaft, Wien, 1856–

### Schweiz
- Geographisch-Ethnologische Gesellschaft Basel, 1923–
- Geographische Gesellschaft Bern, 1873–
- Société neuchâteloise de géographie, 1885–
- Geographisch-Ethnographische Gesellschaft Zürich, 1899–
- Mittelschweizerische Geographisch-Commercielle Gesellschaft, Aarau, 1884–1905
- Ostschweizerische Geographische Gesellschaft, 1878–
- Société de Géographie de Genève, 1858–

## Sonstiges Europa
- EUGEO – Verband der geographischen Gesellschaften in Europa, 1994–
- EUROGEO – Europäisches Netzwerk der Geographie-Lehrerverbände, 1979–
- Italienische Geographische Gesellschaft, 1867–
- Königliche Dänische Geographische Gesellschaft, Kopenhagen, 1876–
- Königlich Niederländische Gesellschaft für Erdkunde, Utrecht, 1873–
- Real Sociedad Geográfica de España, Madrid, 1876–
- Royal Geographical Society, London, 1830–
- Royal Scottish Geographical Society, Perth, 1884–
- Russische Geographische Gesellschaft, St. Petersburg, 1845–
- Schwedische Gesellschaft für Anthropologie und Geographie, 1878–
- Sociedade de Geografia de Lisboa, 1875–
- Société de géographie, Paris, 1821–
- Türk Coğrafya Kurumu, Istanbul 1942–
- Zveza geografov Slovenije, Ljubljana 1922–

## Weltweit
- American Geographical Society, New York, 1851–
- Association of American Geographers, Washington, D.C., 1904–
- Egyptian Geographic Society (Société de géographie d’Egypte), 1875–
- National Geographic Society, Washington, D.C., 1888–
- Royal Canadian Geographical Society, Ottawa, 1929–
- Sociedad Mexicana de Geografía y Estadística, 1833–
- Sociedade Brasileira de Geografia, Rio de Janeiro, 1883–
- Society of Woman Geographers, Washington, D.C., 1925–

## Internationale Dachverbände
- International Association of Geomorphologists, 1989–
- Internationale Geographische Union, 1922–